# Daniel Åslund
Pour les articles homonymes, voir Åslund.
Daniel Åslund, né le 28 juin 1826 à Attmar et mort le 7 mars 1885 à Umeå, est un géomètre, écrivain, peintre et dessinateur suédois.

## Biographie
Fils du commissaire du comté de la Couronne Jonas Åslund et de Christina Märta Öhrbom, il est diplômé en arpentage en 1851 et exerce à Västernorrland (1857–1868) puis à Västerbotten (1868–1877).
Il est surtout devenu connu en tant qu'auteur grâce au livre Poetiska ungdoms-synder qui a été publié sous le pseudonyme de Gök Gökson Gök,. Parallèlement à son travail et à son écriture, il a été actif en tant qu'aquarelliste.
Il se marie une première fois avec Katarina Elisabet Grahn puis une deuxième avec Sofia Linder. Il est ainsi le père de l'écrivaine Frida Åslund et des artistes Helmer Osslund et Elis Åslund ainsi que le grand-père d'Erik Osslund (sv) et de Carl Daniel Åslund (sv).

## Publications
- 1851 : Poetiska ungdoms-synder, Stockholm: Bonnier
- 1857-1861 : Taflor och berättelser från Norrland, Härnösand
  - Première partie, Medelpad (1857)
  - Seconde partie, Ångermanland (1861
- 1858 : Prins Carls jagt : minnen af H.K.H. kronprinsen-regentens resa genom Ångermanland, sommaren 1858, Stockholm
- 1862 : Minne från Hernösand och en färd på Ångermanelfven / af förf. till Taflor och berättelser från Norrland , Sundsvall
- 1871 : Utkast till Westernorrlands geografi m.m. : (för länets folkskolor), Umeå
- 1878 : Beskrifning öfver Westernorrlands län, Härnösand: Lundquist
- 1880 : En tokbruses memoarer från skolan och folkvimlet, Hernösand: Lundqvist
- 1946 : Sockenbeskrivningar från Medelpad. 2, Tuna socken, Det gamla Medelpad, 3. Sundsvall